# Kapiolani-Orden

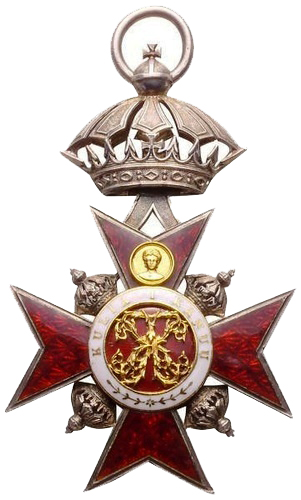
Kapiʻolani-Orden

Der Kapiolani-Orden wurde 1874 vom hawaiischen König Kalākaua zu Ehren seiner Frau, der Königin Kapiʻolani (1834–1899) und zu Ehren der Frauen als Damenorden für hervorragende Dienste gestiftet.

## Ordensklassen
Der Verdienstorden hatte sieben Klassen: 
- Großkreuz
- Großoffizier I. und II. Klasse
- Kommandeur
- Offizier
- Ritter
- Damen des Ordens

## Ordensdekoration
Die Dekoration besteht aus einem vierarmigen, achtspitzigen, rot emaillierten Goldkreuz. In den Kreuzarmwinkel befindet sich je eine goldene Königskrone. Das rote Mittelschild zeigt den Buchstaben K in Gold doppelt verschlungen. Alles wird von einem weiß emaillierten Ring, auf dem in goldener Schrift KULIA I. KANUO steht, umschlossen. Auf der Rückseite im Reif die Inschrift KULIA eingraviert. Darunter sind zwei goldene Lorbeerzweige, gleich der Vorderseite. Am nach oben gerichteten Kreuzarm ist ein Medaillon mit dem Bild der Königin befestigt.
Ein silberner achtstrahliger Stern trug die Ordensdekoration Kreuz.
Zwei kurze goldene an dem oberen Kreuzarm befestigte Bänder endeten in der großen goldene Königskrone von Hawaii, wo auch der Tragering für das Band sich befand.

## Ordensband
Das Band ist gelb und hat drei schmale rote Streifen.